# Алан Чумак
Алан Владимирович Чумак е телевизионен журналист, екстрасенс, президент на дружеството „Фонд за съдействие на изследване на социалните и аномални явления“.
В края на 1980-те и началото на 1990-те години става един от най-известните лечители в Русия благодарение на телевизионни сеанси, в които „зарежда“ с „пасове“ различни субстанции: вода, кремове и мазила. За разлика от другия известен телевизионен „лечител“ Анатолий Кашпировски сеансите му са безмълвни.
Чумак прекратява дейността си на територията на Русия, след като попада под забрана поради заповед на руското министерство на здравеопазването за ограничаване на нетрадиционните методи за лечение. Въпреки това, телесеансите на Чумак продължават да се излъчват по Московския телевизионен канал (МТК) до 1995 г..
През 2000 г. участва в изборите за Държавна дума на Русия, но получава едва малко над 3% от гласовете на избирателите в избирателния си окръг в Самарска област.

## Книги
- Тем, кто верит в чудо. Москва: ЭКСМО, 2007, 256 с. ISBN 978-5-699-25981-6.
- Книга-экстрасенс. Практические приёмы по исцелению себя и своих близких. Москва: ЭКСМО, 2008, 256 с. ISBN 978-5-699-29185-4.
- Исцеляющая сила внутри вас. Москва: ЭКСМО, 2009, 272 с. ISBN 978-5-699-36644-6.